# Darren Morris
Pour les articles homonymes, voir Morris.

a Compétitions nationales et continentales officielles uniquement.

b Matchs officiels uniquement.
Dernière mise à jour le 5 juillet 2011.
Darren Raymond Morris, né le 24 septembre 1974 à Pontypridd (pays de Galles), est un ancien joueur de rugby à XV gallois. Il a évolué en équipe nationale du pays de Galles et évolue au poste de pilier.

## Carrière

### En club
- ????-1998 : Neath RFC
- 1998-2003 : Swansea RFC
- 2003-2006 : Leicester Tigers
- 2006-2009 : Worcester Warriors
- 2009-2010 : Cardiff Blues
- depuis 2010 : Northampton Saints

### En équipe nationale
Il a honoré sa première cape internationale en équipe du pays de Galles le 6 juin 1998 contre l'équipe du Zimbabwe. Il a connu sa dernière sélection le 26 juin 2004 contre l'équipe d'Afrique du Sud. 

## Palmarès
- Finaliste du Championnat d'Angleterre en 2005
- Finaliste de la Coupe d'Europe en 2011

## Statistiques en équipe nationale
- 18 sélections en équipe du pays de Galles de 1998 à 2004
- Sélections par année : 3 en 1998, 3 en 1999, 2 en 2000, 7 en 2001, 3 en 2004
- Tournois des cinq/six nations disputés : 1999, 2001
- 1 sélection avec les Lions britanniques en 2001